# Historia de Turquía
La historia de Turquía, entendida como la historia de la región que ahora forma el territorio de la actual República de Turquía, incluye la historia de Anatolia (la parte asiática de Turquía) y Tracia oriental (la parte europea de Turquía). Estas dos regiones previamente políticamente distintas quedaron bajo el control del Imperio romano en el siglo II a. C., convirtiéndose finalmente en el núcleo del Imperio bizantino.
Para tiempos anteriores al período otomano, se debe hacer una distinción entre la historia de los pueblos turcos y la historia de los territorios que ahora forman la República de Turquía. Desde el momento en que partes de lo que hoy es Turquía fueron conquistadas por la dinastía selyúcida, la historia de Turquía abarca la historia medieval del Imperio selyúcida, la historia medieval y moderna del Imperio otomano y la historia de la República de Turquía desde la década de 1920.
Entre las civilizaciones y los pueblos que se asentaron o conquistaron Anatolia cabe mencionar: los hititas, los frigios, los cimerios, los persas, los gálatas, los celtas, los griegos. los romanos, los armenios, los godos, el Imperio bizantino y el otomano.
Durante el siglo XIX, diversos territorios del Imperio otomano se independizaron, principalmente en Europa. Con el comienzo de la lenta decadencia del Imperio otomano y como resultado de las políticas expansionistas de la Rusia zarista en el Cáucaso, varios de los grupos en esa región, principalmente circasianos, tártaros, azeríes, lezguinos, chechenos y otros grupos turcos abandonaron sus tierras ancestrales y se establecieron en Anatolia. A medida que el Imperio otomano seguía fragmentadose durante las guerras de los Balcanes, gran parte de la población no cristiana de sus antiguas posesiones, sobre todo los musulmanes de los Balcanes, acudieron en masa a Anatolia y fueron reubicados en distintos lugares.
Las sucesivas derrotas en guerras y el auge de los nacionalismos dentro del territorio llevaron al decaimiento del poder del imperio. Su participación en la Primera Guerra Mundial y el surgimiento de movimientos revolucionarios dentro de Turquía le dieron el golpe mortal. El imperio bajo la dirección de un sultán fue abolido el 1 de noviembre de 1922 y un año después, el califato. Los movimientos revolucionarios que lo habían derrocado se agruparon y fundaron el 23 de octubre de 1923 la República de Turquía. Sin embargo, Anatolia se mantuvo multiétnica hasta principios del siglo XX. Después de la guerra turco greca, entre 1919 y 1922, todos los grupos étnicos griegos restantes en Anatolia fueron expulsados durante el intercambio de población entre Grecia y Turquía en 1923. Anatolia pasó a ser el núcleo principal de la nueva República de Turquía, fundada en 1923, siendo sus habitantes principalmente turcos y kurdos.
Uno de los estados que surgieron tras la partición del Imperio otomano fue la República de Turquía. Este nuevo estado, heredero del anterior Imperio otomano, fue el que le dio «el golpe de gracia» en 1922, con el derrocamiento del Sultán Mehmed VI por la nueva asamblea Republicana de Turquía. La moderna República de Turquía fue fundada en 1923 por Mustafa Kemal Atatürk tras el derrumbamiento del Imperio otomano al final de la Primera Guerra Mundial. La derrota en el conflicto supuso la pérdida, en virtud del Tratado de Sèvres (1920), de Siria, Palestina, Irán y Arabia, con lo cual Turquía quedó circunscrita a sus fronteras actuales. La concesión de Esmirna a Grecia por 5 años hizo que los nacionalistas turcos, encabezados por Atatürk, se opusieran y libraran la guerra de Independencia turca, en la que lograron expulsar a los griegos.

## Prehistoria

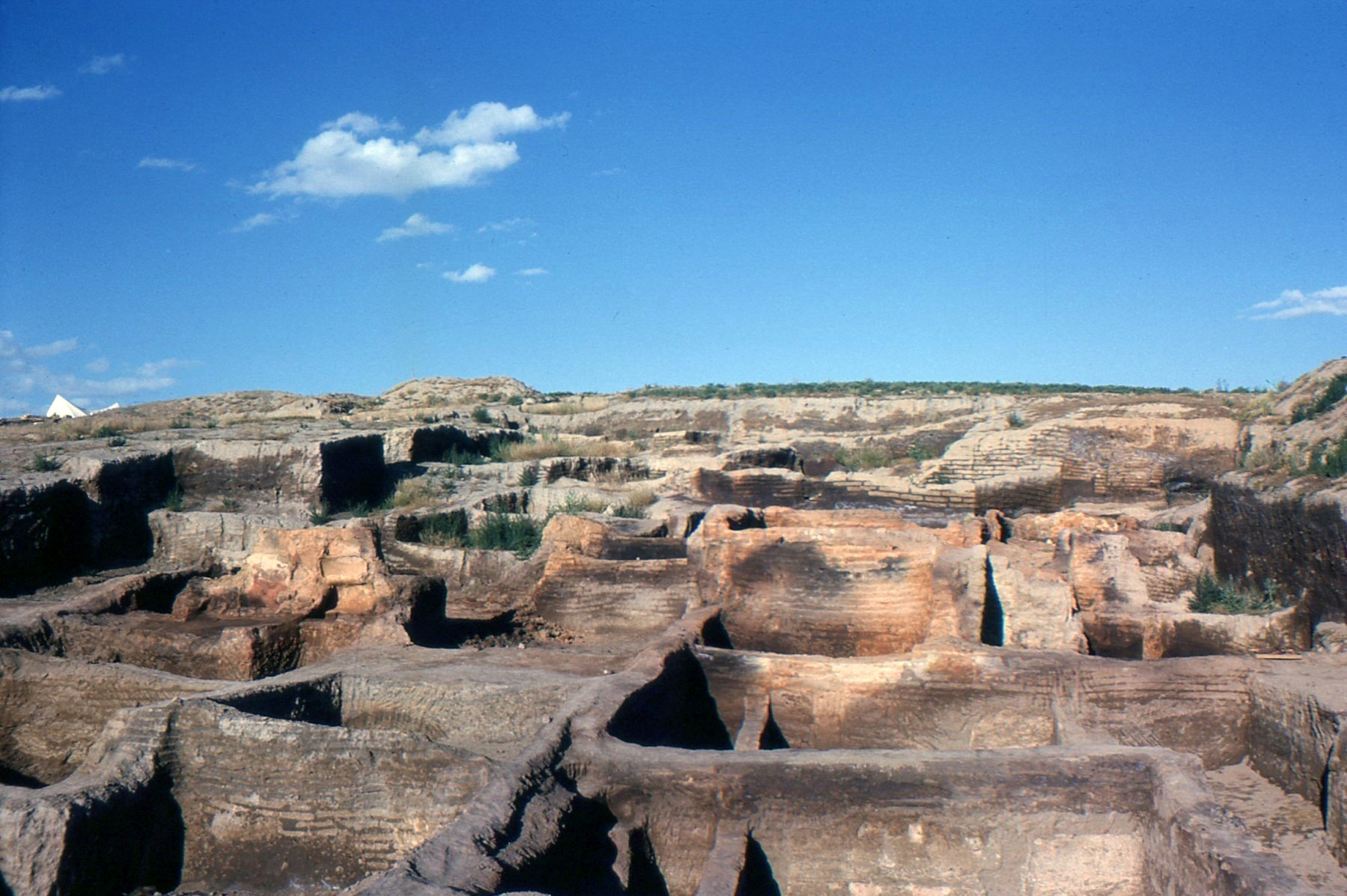
Çatalhöyük.

Entre los asentamientos del Neolítico destacan Çatalhöyük, Cayönü, Nevali Cori, Hacilar, Göbekli Tepe y Mersin. La ocupación del yacimiento mítico de la Troya, ubicado al oeste de Anatolia, también se inició durante el Neolítico.
El este de Anatolia contiene las más antiguas estructuras monumentales del mundo. Por ejemplo, las estructuras monumentales de Göbekli Tepe fueron construidas por cazadores y recolectores mil años antes del desarrollo de la agricultura. Esta parte de Anatolia es una región del corazón de la revolución neolítica, una de las primeras áreas en las que los humanos domesticaron plantas y animales. Sitios neolíticos como Çatalhöyük, Çayönü, Nevalı Çori y Hacilar representan parte de los pueblos agricultores más antiguos del mundo conocidos.

## Edad Antigua

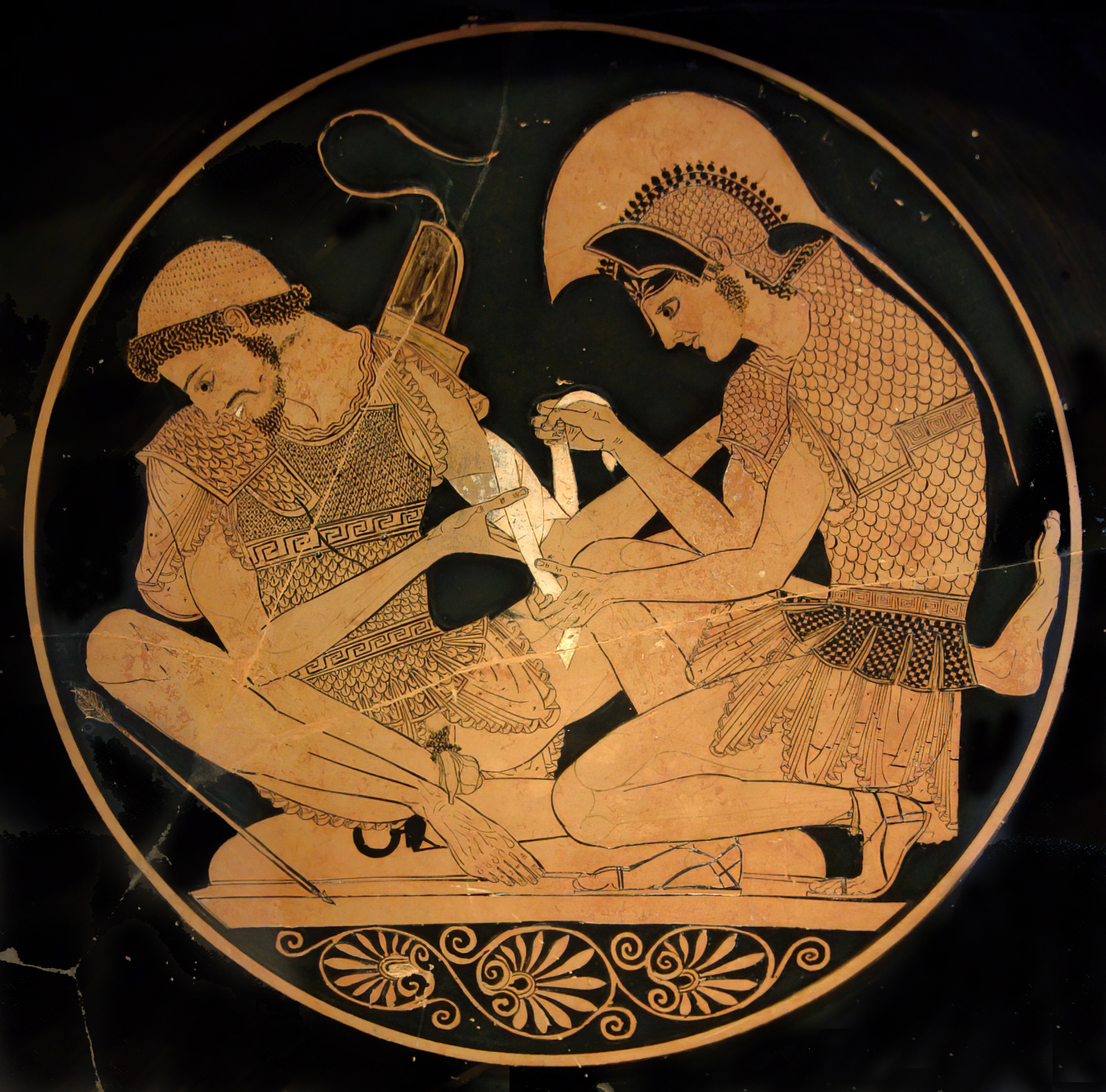
Aquiles atendiendo al herido Patroclo.

En esta península ocurrió la famosa guerra de Troya, en la que según la leyenda una unión de griegos dirigidos por Agamenón venció a los troyanos dirigidos por Héctor.
Los primeros registros históricos de Anatolia son del Imperio acadio con Sargón en el siglo XXIV antes de Cristo. La región era famosa por exportación de diversas materias primas. El Imperio asirio comerció con estos recursos, especialmente con plata. Uno de los registros cuneiformes asirios encontrados en Anatolia, en Kanesh, utiliza un avanzado sistema de cálculos comerciales.
A diferencia de los acadios y los asirios, cuyas posesiones en Anatolia fueron periféricas respecto a sus tierras centrales en Mesopotamia, los hititas se centraron en Hattusa en el noroeste de Anatolia central. Ellos fueron los hablantes de una lengua indoeuropea conocida como la "lengua de Nesa". Originarios de Nesa, conquistaron Hattusa en el siglo XVIII antes de Cristo, imponiéndose en una población de habla hurrita. Durante la Edad del Bronce, crearon un imperio, el Imperio Nuevo hitita, que alcanzó su apogeo en el siglo XIV antes de Cristo. El imperio abarcaba gran parte de Anatolia, al noroeste de Siria y Mesopotamia superior. Después del 1180 a. C., el imperio se desintegró en varios estados independientes neohititas. La Antigua Anatolia es subdividida por los estudiosos modernos en diversas regiones como Lidia, Licia, Caria, Misia, Bitinia, Frigia, Galacia, Licaonia, Pisidia, Paflagonia, Cilicia y Capadocia.
A partir del colapso de la Edad del Bronce Final, la costa occidental de Anatolia fue poblada por griegos jónicos. Durante varios siglos, numerosas ciudades-estado griegas se establecieron en las costas de Anatolia. Los griegos iniciaron la filosofía occidental en la costa occidental de Anatolia (la filosofía presocrática). En el siglo VI antes de Cristo, la mayor parte de Anatolia fue conquistada por el Imperio aqueménida. En el siglo IV a. C., Alejandro Magno conquistó la península. Después de su muerte y la disolución de su imperio, Anatolia quedó gobernada por una serie de reinos helenísticos. Doscientos años más tarde, el oeste y centro de Anatolia estuvo bajo control romano, pero continuó siendo fuertemente influenciada por la cultura helenista. En el siglo I antes de Cristo, los armenios establecieron el reino armenio en Tigran, que reinó durante gran parte del este de Anatolia entre el mar Caspio, el Negro y el Mediterráneo.
Anatolia es conocida como la cuna de la moneda como medio de cambio (en algún momento del siglo XVII a. C.), que floreció durante la épocas griega y romana.

## Edad Media

Frontera árabe-bizantina a mitad del.

Después de la división del Imperio romano, Anatolia se convirtió en parte del Imperio romano oriental, o Imperio bizantino. El control bizantino fue desafiado por las incursiones árabes desde el siglo siglo VII, pero en el siglo siglo IX y X en un resurgimiento del Imperio bizantino, este recupera sus territorios perdidos e incluso se expandió más allá de sus fronteras tradicionales, en Armenia y Siria. Después de la batalla de Manzikert en 1071, los turcos selyúcidas avanzaron a través de Anatolia y quedando casi conquistada en 1080.
La lengua turca y religión islámica se introdujeron gradualmente como resultado de la conquista selyúcida. Este período marcó el comienzo de la lenta transición de Anatolia de mayoría cristiana y griega de habla, a ser de mayoría musulmana y de habla turca. En el siglo siguiente, los bizantinos lograron reafirmar su control en el oeste y el norte de Anatolia. El control de Anatolia se dividió entre el Imperio bizantino y el sultanato selyúcida de Rum, con los territorios bizantinos reduciéndose gradualmente.
En 1255, los mongoles se extendieron por el centro y el este de Anatolia, y permanecerían hasta 1335. La guarnición del Iljanato se estacionó cerca de Ankara. La primera fase de la expansión otomana tuvo lugar bajo el gobierno de Osmán I y siguió en los reinados de Orkhan, Murad I y Beyazid I, a expensas de los territorios del Imperio bizantino, Bulgaria y Serbia. Bursa cayó bajo su dominio en 1326 y Adrianópolis en 1361. Las victorias otomanas en los Balcanes alertaron a Europa occidental sobre el peligro que este Imperio representaba y fueron el motivo central de la organización de la Cruzada de Seguismundo de Hungría. El sitio que pusieron los otomanos a Constantinopla fue roto gracias a Tamerlán, caudillo de los mongoles, quien tomó prisionero a Beyazid en 1402, pero el control mongol sobre los otomanos duró muy poco. Finalmente, el Imperio otomano logró conquistar Constantinopla en 1453.
A finales del siglo XIV, la mayor parte de Anatolia estuvo controlada por los Beylicatos de Anatolia. Los Beyliks turcomanos estaban bajo el control de los mongoles, al menos nominalmente, durante la decadencia de los sultanes selyúcidas. Los Beyliks no acuñaron de monedas con los nombres de sus propios gobernantes mientras permanecieron bajo la soberanía del Iljanato. Osman fue el primer gobernante turco que acuñó monedas con su propio nombre en 1320, con la inscripción «acuñada por el hijo de Osman de Ertugul». Dado que, en la práctica, la acuñación de monedas era una prerrogativa concedida en los territorios islámicos solo para los soberanos, se puede considerar que Osman se independizó de la mongoles.
Después de la caída del Iljanato entorno 1335-1353, el legado del Imperio mongol en la región fue el uigur Eretna dinastía que fue derrocada por Kadi Burhan al-Din en 1381. Entre los turcomanos líderes de los otomanos surgió un gran poder en torno a Osman y su hijo Orhan I . Esmirna fue conquistada en 1330, y la última posesión bizantina, Filadelfia (la actual Alasehir), cayó en 1390. Los beyliks de Anatolia fueron a su vez absorbidos por el aumento del Imperio otomano en el siglo XV.

## Edad Moderna

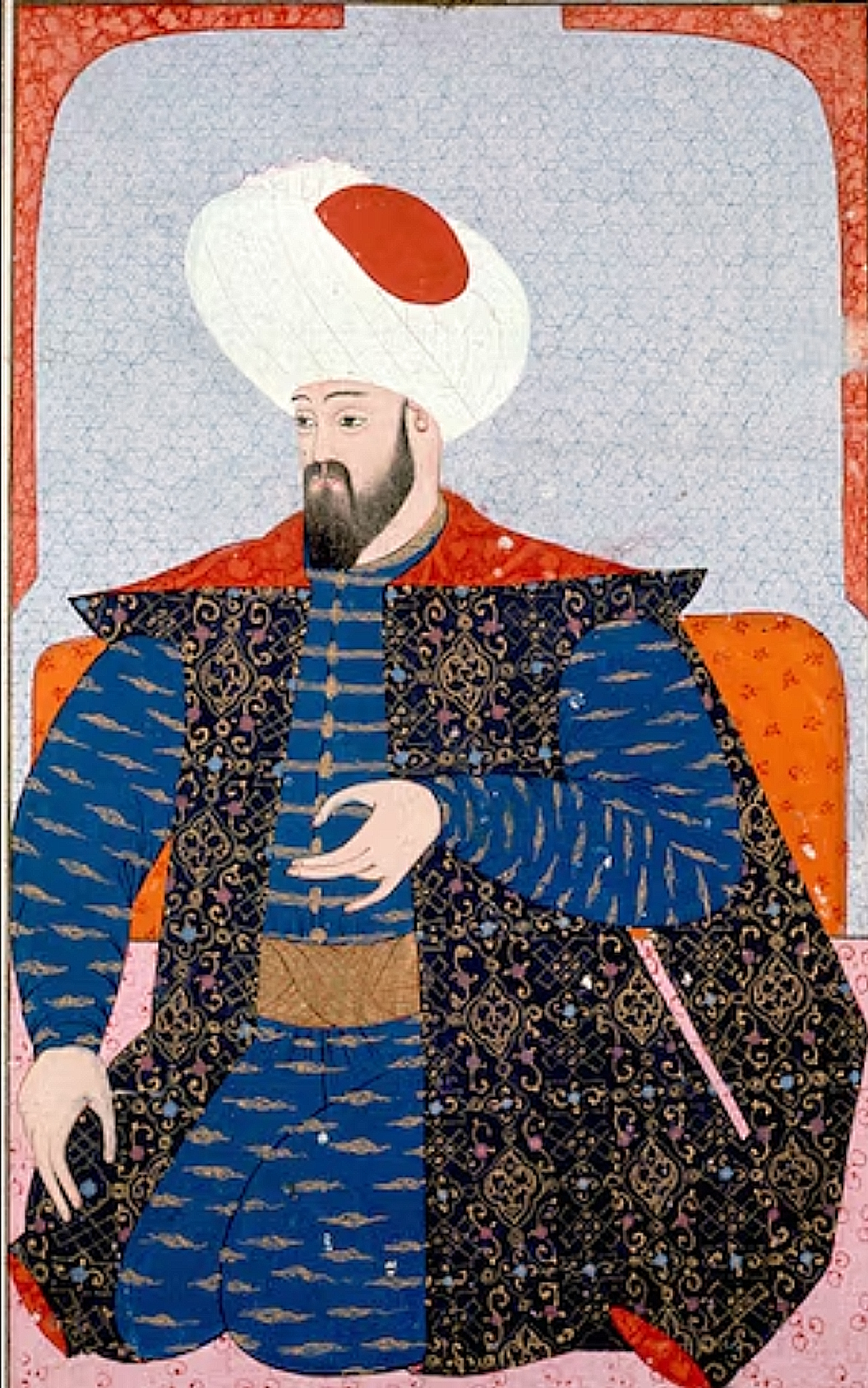
El sultán turco Osmán I.

El Imperio otomano comenzó siendo uno más de los pequeños estados turcos que surgieron en Asia Menor durante la decadencia del Imperio selyúcida. Los turcos otomanos fueron controlando paulatinamente a los demás estados turcos, sobrevivieron a las invasiones mongolas y bajo el reinado de Mehmed II (1451-1481) acabaron con lo que quedaba del Imperio Bizantino. Los otomanos completaron la conquista de la península en 1517 con la toma de Halicarnaso (Bodrum) de los Caballeros de San Juan.
Con Constantinopla como capital y el territorio que se conquistó bajo Solimán el Magnífico —correspondiente a las tierras gobernadas por Justiniano el Grande mil años antes—, el Imperio otomano era, en muchos aspectos, el sucesor islámico de los antiguos imperios clásicos. Numerosos rasgos y tradiciones culturales de estos (en campos como la arquitectura, la cocina, el ocio y el gobierno) fueron adoptados por los otomanos, quienes los elaboraron en nuevas formas. Estos rasgos culturales más tarde se mezclaron con las características de los grupos étnicos y religiosos que vivían dentro de los territorios otomanos y crearon una nueva y particular identidad cultural otomana.
En su máximo esplendor, entre los siglos XVI y XVII se expandía por tres continentes, ya que controlaba una vasta parte del Sureste Europeo, el Medio Oriente y el norte de África: limitaba al oeste con Marruecos, al este con el mar Caspio y al sur con Sudán, Eritrea, Somalía y Arabia. El Imperio otomano poseía 29 provincias, y Moldavia, Transilvania, Valaquia y Crimea eran Estados vasallos. Los otomanos incluso tuvieron influencia en el Sureste de Asia ya que los otomanos enviaron soldados a su vasallo más distante, el Sultanato de Aceh en Sumatra en Indonesia. Sus fuerzas en Aceh se opusieron a los portugueses que habían cruzado los océanos Atlántico e Índico invadiendo el Sultanato de Malaca y los españoles que habían cruzado desde América Latina e invadido anteriormente musulmana Manila en Filipinas, ya que estas potencias ibéricas libraron una guerra mundial contra el califato otomano conocida como las Guerras habsburgo-otomanas.

### Crecimiento de la influencia extranjera

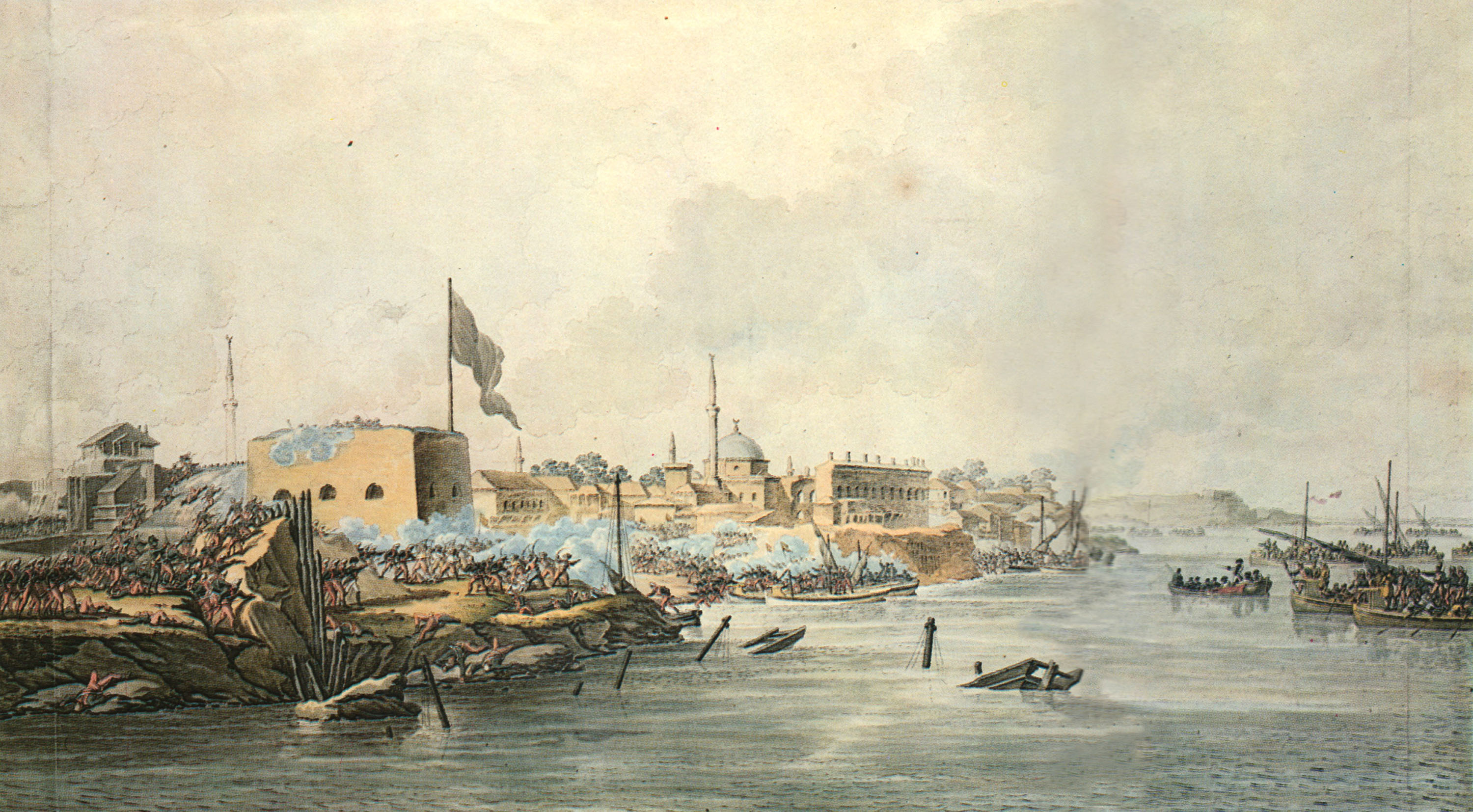
Toma de Izmail por tropas rusas durante la guerra ruso-turca (1877-1878).

Mapa del Imperio otomano hacia 1900.

### Fin del Imperio otomano

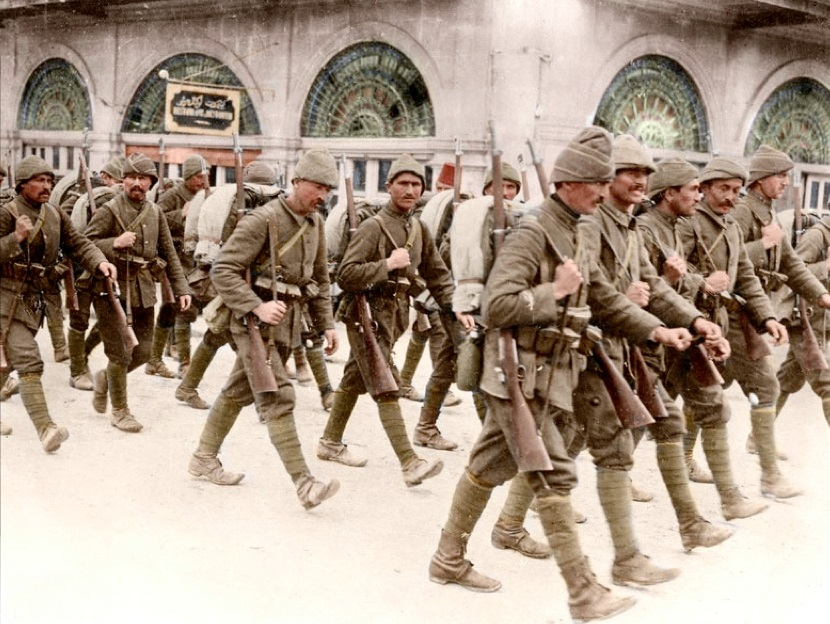
Tropas otomanas durante la Gran Guerra.

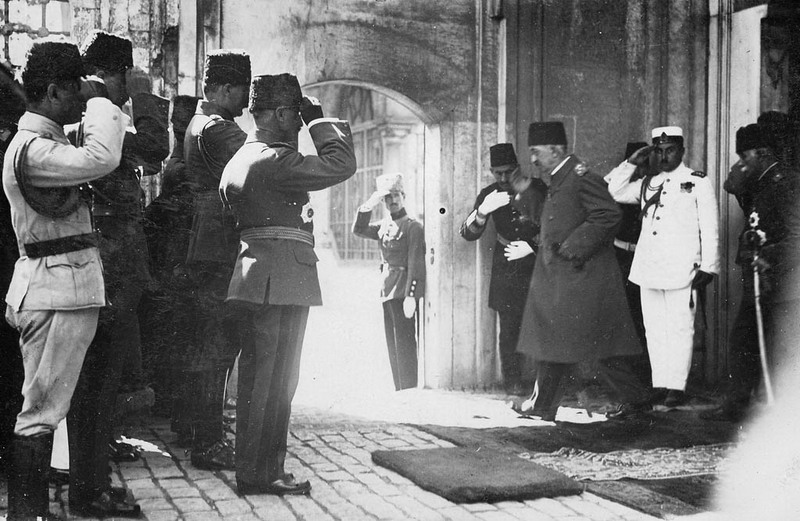
1922, salida de Mehmed VI, que fue el último sultán del Imperio otomano.

## Edad Contemporánea

### Los Jóvenes Turcos

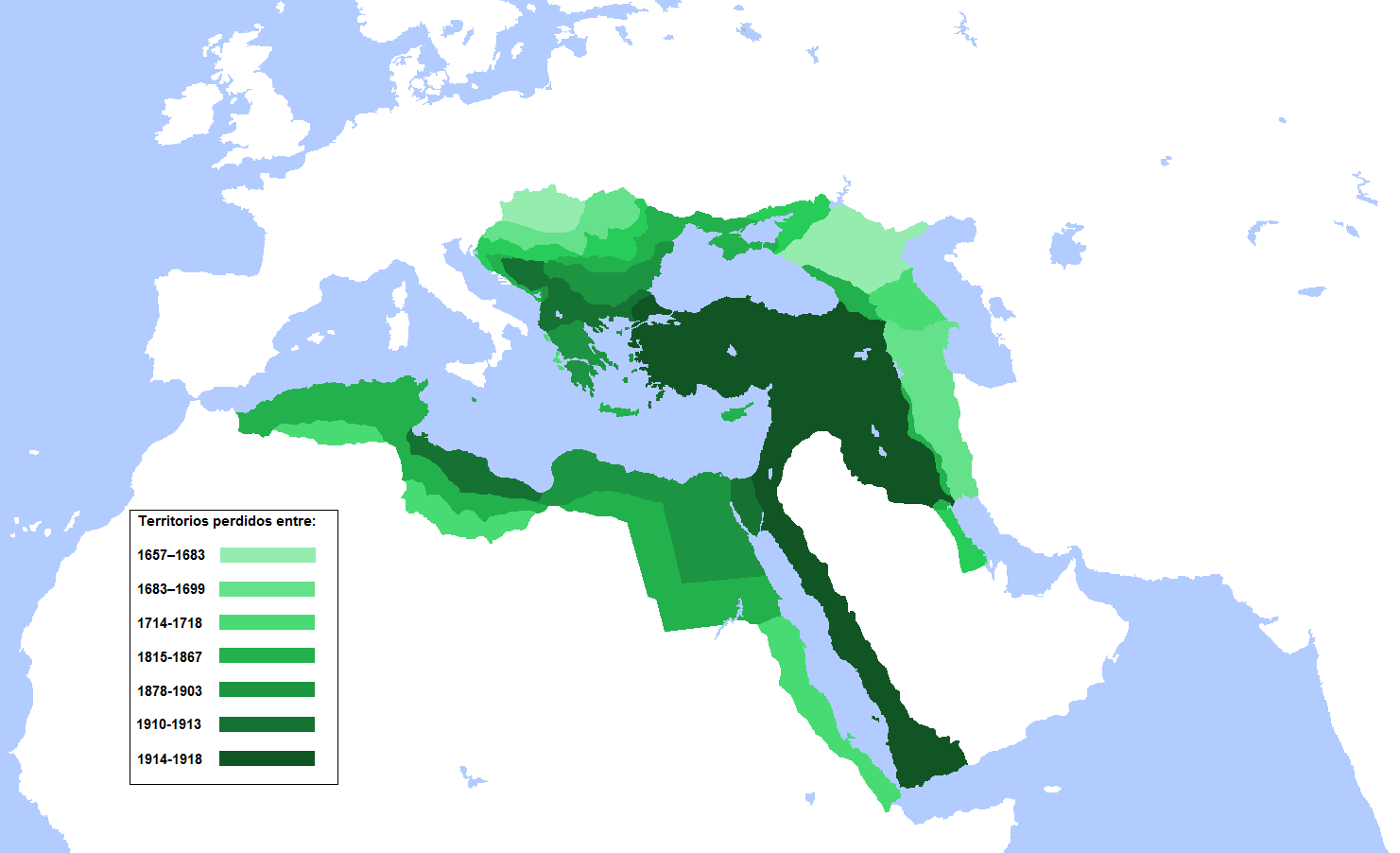
Perdidas territoriales otomanas desde su mayor auge hasta poco antes de su entrada en la Primera Guerra Mundial.

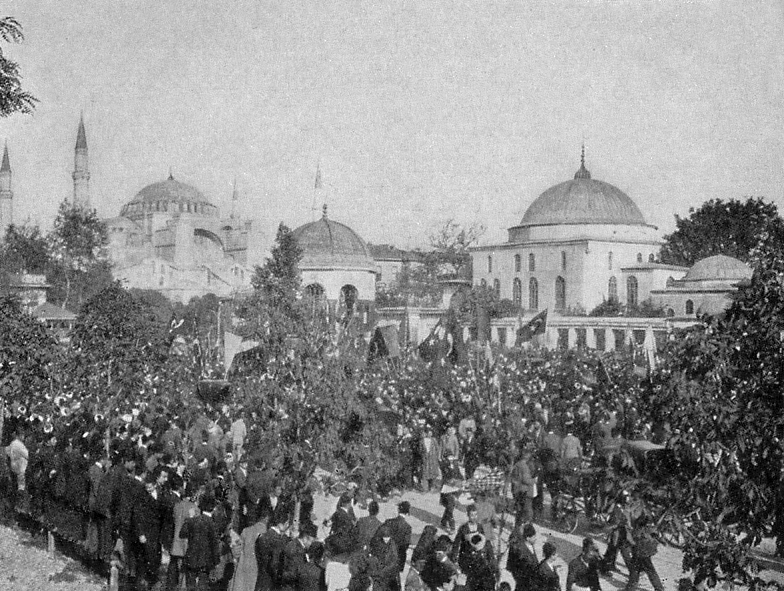
Manifestación pública contra el sultán en el distrito Sultanahmet de Estambul, 1908.

En 1906 se crea en Salónica un partido, los Jóvenes Turcos, formado por oficiales jóvenes del ejército, intelectuales y burócratas, que rechazaban al gobierno del sultán Abdul Hamid II y presionaban por grandes reformas políticas en el Imperio. El gobierno prohibió esta asociación, pero la inquina contra el gobierno era tal que el movimiento se extendió rápidamente, y el sultán tuvo que ceder promulgando una nueva constitución y concediendo una amnistía general para los presos y exiliados políticos.
Abdul Hamid II fundó un cuerpo especial de caballería formado por kurdos, llamado Hamidiye, y más proyectos que eran un peso enorme para las arcas del Estado, que cada vez más dependían de los préstamos financieros de las potencias europeas, que a cambio exigían más concesiones al Imperio. Así, el Imperio otomano, en el transcurso de sus últimos veinte años de existencia, fue hipotecándose gradualmente ante los intereses económicos de las grandes potencias. Ante las agitaciones nacionalistas y terroristas, el sultán reaccionó mandando asesinar a los rebeldes, aprovechando la ocasión para perpetrar las llamadas «matanzas hamidianas» con el asesinato de entre doscientos y trescientos mil armenios, hecho que le valió el apodo de «sultán rojo» (en alusión a la sangre derramada). No obstante, el ejército otomano se rebeló pidiendo la vuelta de la constitución, y aprovechando la situación el Imperio austrohúngaro se anexionó Bosnia-Herzegovina sin que el gobierno de Estambul pudiera oponerse, poniendo fin a la débil presencia otomana en los Balcanes.
Todos estos hechos llevaron al sultán a una crisis institucional y de popularidad, causando un descontento enorme entre los oficiales jóvenes del ejército, burócratas e intelectuales, que culpaban al absolutismo del sultán como causante de la humillación política del Imperio, casi del todo sometido a las presiones financieras de otras potencias y muy debilitado para imponer su autoridad en su propio suelo. Ante ello, el sultán Abdul Hamid II trató de reaccionar deteniendo a los dirigentes de los Jóvenes Turcos pero antes que ello fuera posible el sultán fue vencido por un golpe de Estado de los Jóvenes Turcos en julio de 1908, que forzó al sultán a aceptar la Constitución de 1876.

### Guerra de la Independencia (1919-1923)

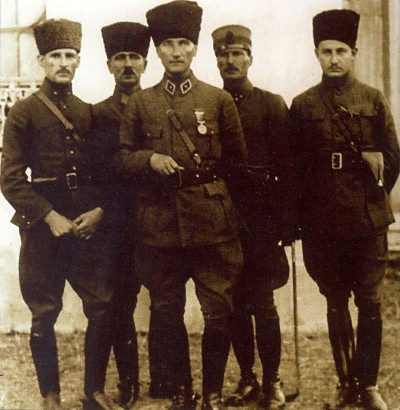
Mustafa Kemal Atatürk (adelante), líder de los nacionalistas turcos y posterior presidente de Turquía.

El Tratado de Lausana, firmado el 24 de julio de 1923, y negociado por İsmet İnönü en nombre del Gobierno de Ankara, estableció la mayor parte de las fronteras modernas del país (excepto la provincia de Hatay, anteriormente la provincia siria de Alejandría, que se unió a Turquía después de un referéndum organizado en 1939 después de haber obtenido su independencia de Francia en 1938). El Tratado de Lausana también llevó al reconocimiento internacional de la soberanía de la nueva República de Turquía como estado sucesor del difunto Imperio otomano. La República de Turquía fue fundada como un Estado-nación con el modelo revolucionario francés.

### República de Turquía

#### Período de partido único (1923-1945)

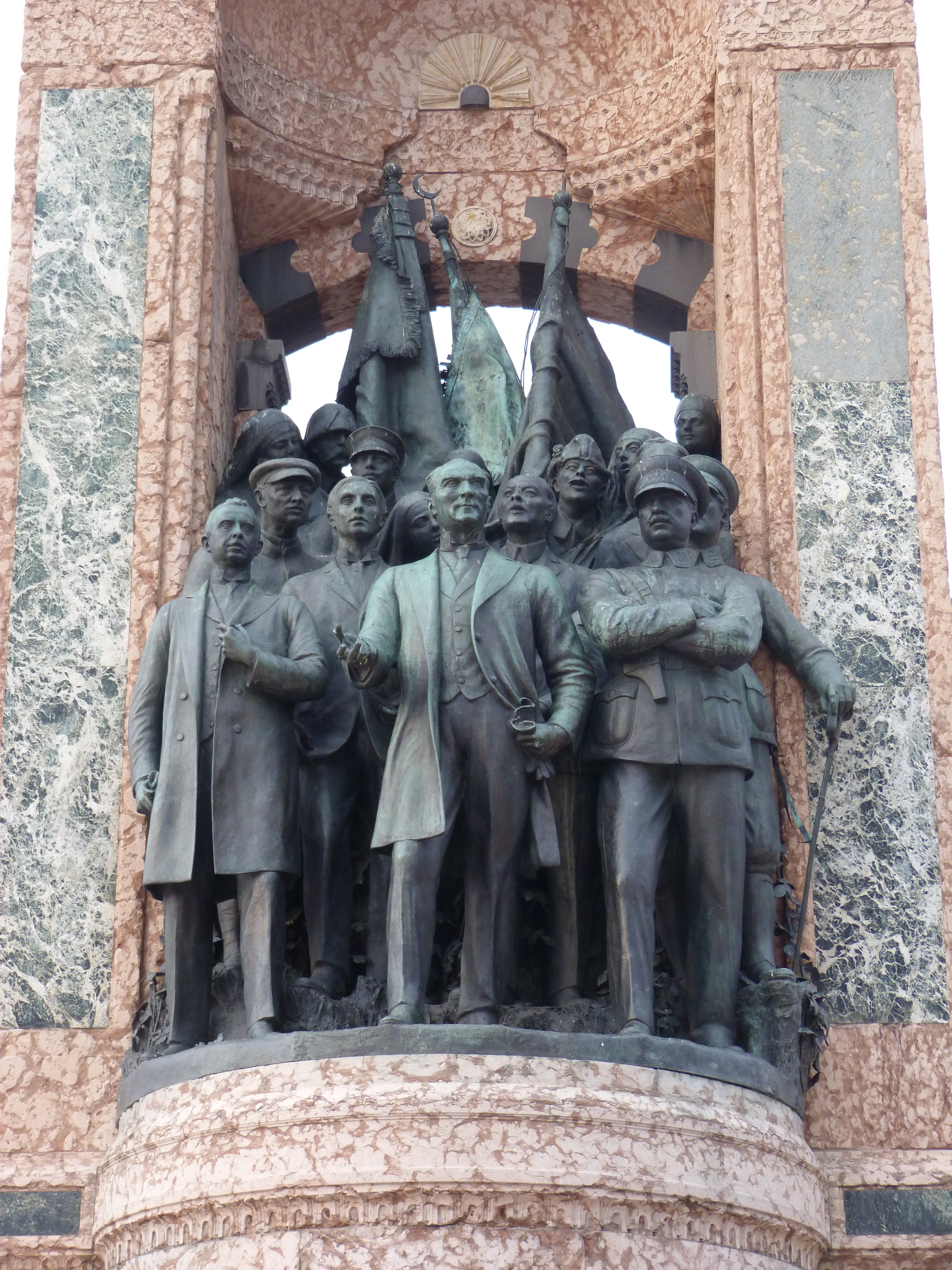
Mustafa Kemal.

La historia moderna de Turquía se inicia con el establecimiento de la república el 29 de octubre de 1923 (República fue declarada el 20 de enero de 1921), con Mustafa Kemal (Atatürk) como su primer presidente.El 3 de marzo de 1924, la Asamblea Nacional abolió el ministerio de la Sagrada Ley, todas las escuelas pasaron a estar bajo supervisión del Ministerio de Educación y una nueva constitución fue aprobada el 20 de abril de 1924. Durante los próximos 10 años, hubo un proceso estable de occidentalización secular, cuyas reformas han sido anteriormente citadas, y que fue dirigido por Mustafa Kemal. 
Después de la fundación del Partido Republicano Liberal por Fethi Okyar, grupos fanáticamente religiosos se unieron a los liberales y sangrientos desórdenes se extendieron a continuación, sobre todo en el territorio oriental. El partido liberal fue disuelto el 17 de noviembre de 1930 y ninguna tentativa adicional en pos de una democracia multipartidista fue propuesta hasta 1945, gobernando un único partido, el Partido Republicano del Pueblo (Cumhuriyet Halk Partisi), fundado por Atatürk. Turquía pasó a ser miembro de pleno derecho en la Sociedad de Naciones en julio de 1932.
El sucesor de Atatürk después de su muerte el 10 de noviembre de 1938 fue Ismet Inönü. Cuando todos sus vecinos occidentales estaban bajo la ocupación alemana o italiana durante la Segunda Guerra Mundial, Turquía firmó un tratado de paz con Alemania y oficialmente permaneció neutral hasta el final de la guerra. En 1945 Turquía se incorporó a las Naciones Unidas, y en febrero de 1945 declaró la guerra contra Alemania y Japón. Esto fue simbólico, pues nunca llegaron a entrar en batalla, las tropas turcas. Turquía fue admitida en la Organización del Tratado del Atlántico Norte (OTAN) en 1952.

#### Período pluripartidista (desde 1945)

##### De 1945 a 1974

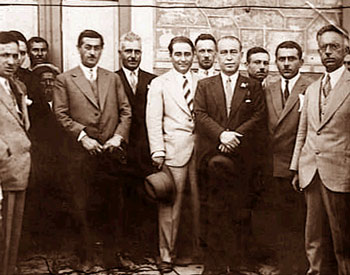
Adnan Menderes y miembros del Partido Liberal Republicano.

Debido a la creciente presión e influencia de intelectuales liberales y grupos religiosos el gobierno multipartidista fue instaurado de nuevo en las elecciones de 1950, resultando vencedor el Partido Demócrata (Demokrat Parti) de Adnan Menderes. El gobierno fue muy popular al principio, suavizando las restricciones frente al Islam y presidiendo una economía en auge. Durante la segunda mitad de la década, sin embargo, la economía entró en crisis y el gobierno introdujo leyes de censura que limitaban la disensión. La alta inflación y una deuda masiva dañó la reputación del ejecutivo demócrata. Ante esta situación el ejército protagonizó un golpe de Estado el 27 de mayo de 1960 el general Cemal Gürsel que retiró de sus cargos al presidente Celal Bayar y el primer ministro Adnan Menderes, el segundo de los cuales fue ejecutado. El ejército devolvió el país a manos control civil en el octubre de 1961.
El sistema político que surgió como consecuencia del golpe de 1960 estaba fracturado, produciendo una serie de coaliciones de gobierno inestables en el parlamento, que alternaban entre el Partido de Camino Verdadero (Doğru Yol Partisi) de Süleyman Demirel por un lado y el Partido Republicano del Pueblo (Cumhuriyet Halk Partisi) de Ismet Inönü y Bülent Ecevit por el otro. Un nuevo golpe de Estado fue organizado en 1971, aboliendo un parlamento ya de por sí fracturado durante el ejecutivo de Demirel. Durante la coalición del primer ministro Ecevit con el Partido de Salvación Nacional (Milli Selamet Partisi-MSP) de tendencia religiosa, Turquía efectuó una operación militar en Chipre en 1974 con el fin de intervenir en la crisis producida por un golpe de Estado cuya intención era unificar la isla con Grecia y que estaba causando graves problemas a la minoría turca de la isla, creando un conflicto que hasta el día de hoy todavía no ha sido resuelto al instaurar la República Turca del Norte de Chipre.

###### Golpes de Estado
1971
El memorando militar turco de 1971, emitido el 12 de marzo de ese año, fue la segunda intervención militar que tuvo lugar en la República de Turquía, 11 años después de su predecesor de 1960. Se le conoce como el "golpe por memorando", que los militares dieron en lugar de enviar tanques, como lo habían hecho anteriormente. El evento se produjo en medio de un empeoramiento de las luchas domésticas, pero finalmente hizo poco para detener este fenómeno.
1980
Una escena política fragmentada y una pobre economía condujo a un auge de la violencia en las ciudades turcas entre grupos nacionalistas paramilitares, denomınados Bozkurtlar (Lobos Grises) fomentados por el Partido del Movimiento Nacional (Milliyetçi Hareket Partisi-MHP) y los comunistas. Un parlamento paralizado y un gran número de víctimas de estos trágicos sucesos desembocaron en 1980, en otro golpe de Estado, liderado por Kenan Evren. Se disolvió el parlamento, se suprimeron todas libertades y se aplicó la ley marcial.
Tras un periodo de dos años, los militares devolvieron el gobierno a manos civiles, prohibiendo el regreso a la política de Demirel, Ecevit, además de varios políticos turcos y se aprobó una nueva constitución.

##### Inestabilidad política (1987-2002)
Tras retirarse de la política, en 1989, el presidente Kenan Evren (líder del golpe de 1980 que accedió al cargo tal y como hizo en su día Atatürk, abandonando su condición de general del ejército turco), Özal fue elegido presidente, dejando el parlamento en manos de Yildirim Akbulut, y luego, en 1991, a cargo de Mesut Yilmaz. Yilmaz redobló el perfil económico de Turquía y renovó su orientación hacia Europa. De las ruinas del sistema político anterior surgió una forma de gobierno monopartidista gobernada por el Partido de la Madre Patria (Anavatan Partisi) de Turgut Özal, que combinó un programa económico global junto con valores sociales conservadores. Con Özal, la economía resurgió, y en la década de los noventa, ciudades como Gaziantep (una pequeña capital de provincia) pasaron a ser verdaderos centros neurálgicos de la economía turca.
Pero la inestabilidad política seguida de un gran número de políticos incompetentes apareció de nuevo, y el Partido de la Madre Patria se hizo cada vez más corrupto. Turgut Özal murió de un ataque cardíaco en 1993 y Demirel Suleyman fue elegido presidente. Las elecciones 1995 condujeron a una coalición de gobierno efímera entre el Partido de la Madre Patria de Yilmaz y el Partido del Camino Verdadero, ahora con Tansu Çiller como líder. Ciller entonces dio un giro y se alió con el Partido del Bienestar (Refah-Yol Partisi RP), encabezado por Necmettin Erbakan, antiguo líder del Partido de Salvación Nacional (Milli Selamet Partisi-MSP), permitiendo a Erbakan entrar en el ejecutivo principal. En 1998, en un pseudogolpe de estado posmoderno, los militares una vez como garantes del laicismo instaurado en la República turca por Atatürk, juzgaron peligrosas para la naturaleza secular de Turquía la política de apoyo del gobierno de Erbakan a ciertos asuntos religiosos, enviando un ultimátum al mismo solicitándole que dimitiera, lo cual hizo. A partir de ese momento, el Partido del Bienestar de Erbakan fue prohibido. Un nuevo gobierno se formó con la coalición del Partido de la Madre Patria (Anavatan Partisi) y el Partido de la Izquierda Democrática (Demokratik Sol Partisi, DSP) de Ecevit apoyado a su vez por el Partido Republicano del Pueblo (Cumhuriyet Halk Partisi CHP), liderado por Deniz Baykal. Durante este gobierno, Abdullah Öcalan, líder del grupo revolucionario y separatista kurdo PKK, fue capturado en Kenia. Fue procesado por traición a la patria y condenado a la muerte, pero su pena fue revocada y desde entonces el caso sigue en el Tribunal europeo de los Derechos Humanos.
El DSP ganó ampliamente en las elecciones 1999. El segundo lugar fue, sorprendentemente, para el nacionalista Partido del Movimiento Nacional (Milliyetçi Hareket Partisi-MHP). Estos dos partidos, junto al Partido de la Madre Patria (Anavatan Partisi) de Yilmaz formaron un gobierno. La opinión del pueblo era que esta coalición fallaría; no en vano, eran los herederos de los dos grupos que luchaban tan violentamente en las calles de Turquía durante la década de los 70 y los 80. Sin embargo, el gobierno fue en cierta medida eficaz, si no armonioso, causando una reforma económica, instituyendo la legislación de derechos humanos, y trayendo a Turquía alguna vez más cerca a la Unión Europea.

##### Gobierno del AKP (desde 2002)

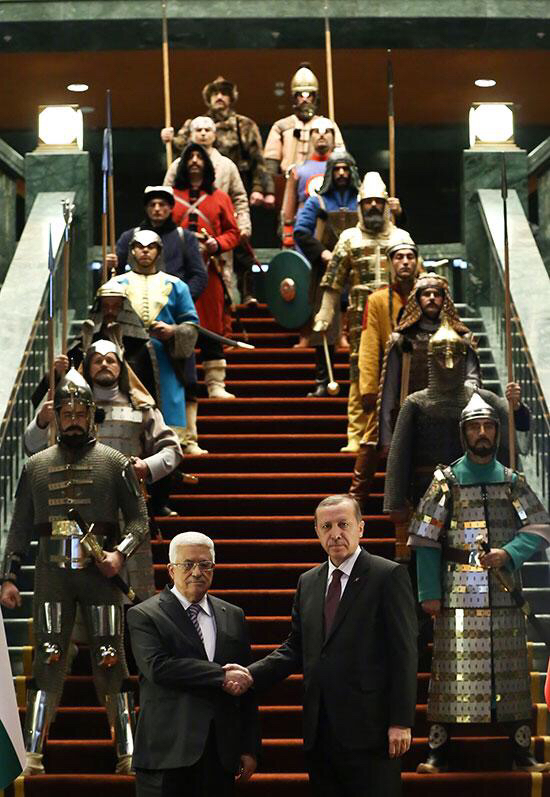
Erdogan se reúne con el presidente palestino Mahmud Abás en el Complejo presidencial de Turquía.

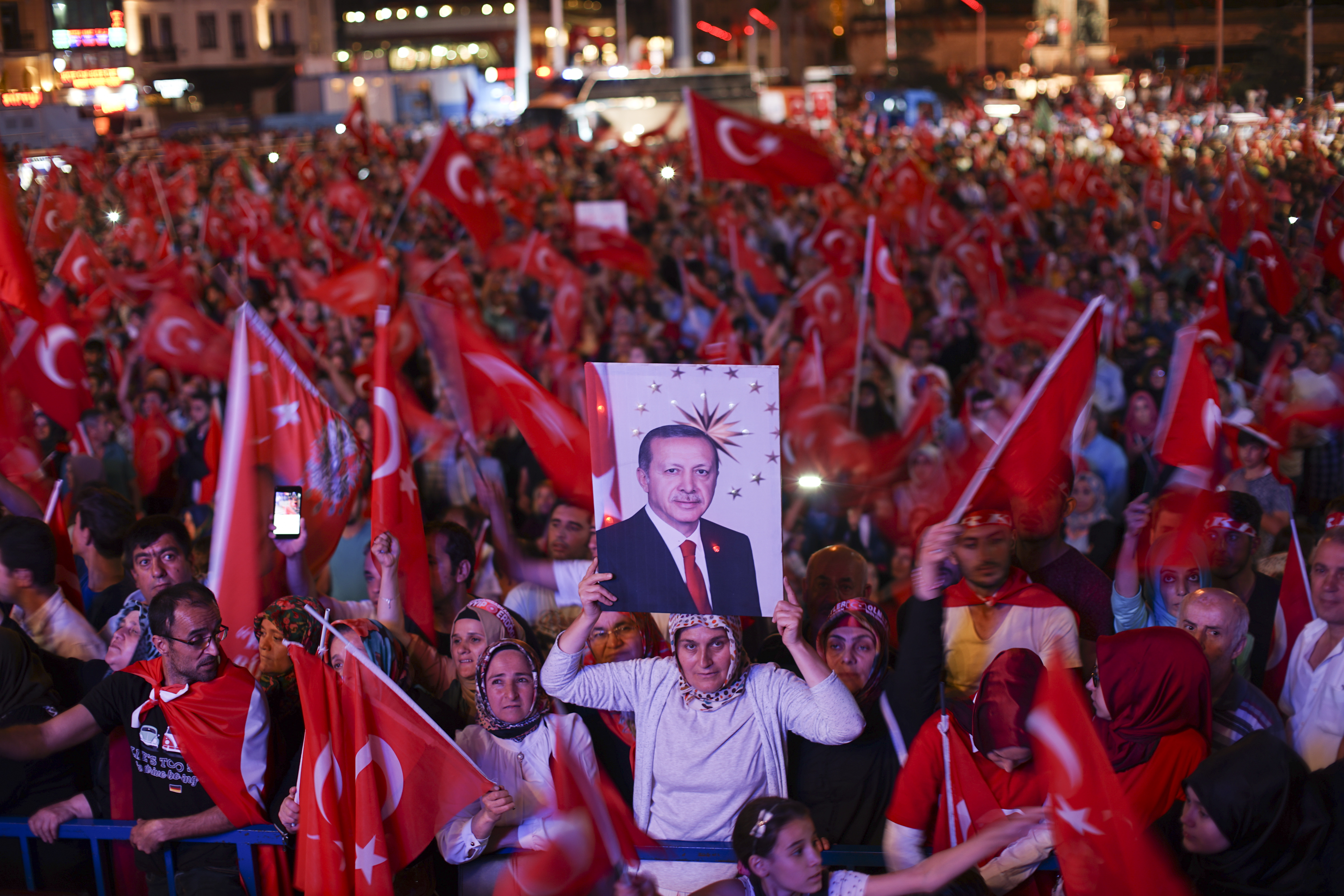
Partidarios del presidente Erdogan contra el intento de golpe de Estado de Turquía de 2016.

Una serie de crisis económicas condujo a nuevas elecciones en 2002, trayendo al poder al Partido de la Justicia y el Desarrollo (Adalet ve Kalkınma Partisi AKP) del actual presidente turco y antiguo alcalde de Estambul Recep Tayyip Erdoğan, un partido de tendencia islamista conservadora, pero a la usanza de los partidos democristianos europeos.
Pese a los avances políticos y económicos que se han producido en Turquía desde la llegada al poder del AKP, diversos analistas han querido ver en el Gobierno turco un nuevo y más ambicioso enfoque global de la política exterior hacia sus vecinos y aliados. Esta tendencia, que se ha manifestado en una actitud más independiente y un cierto acercamiento hacia las posiciones defendidas por otros Estados musulmanes moderados, ha sido calificada en ocasiones como “neootomanismo”, apuntando con ello a la toma de conciencia por parte de Turquía de su renovada influencia regional y de su peso geopolítico en Oriente Próximo, que se manifestaría en una cierta “orientalización” de sus relaciones exteriores.
Erdoğan ha sostenido la posición de Turquía dentro de la OTAN, aunque no aceptó que el Ejército de los Estados Unidos utilizara suelo de su país durante la Guerra de Irak. Sin embargo, sí permitió el uso del espacio aéreo turco por parte de la aviación estadounidense en las semanas de la invasión de Irak en 2003. Sin embargo, el ataque de Israel a la flotilla de Gaza en junio de 2010 solo sirvió para acentuar esta tendencia y ha supuesto un enfriamiento de la tradicional relación de cordialidad con el país hebreo.
Las protestas en Turquía de 2013 contra el intento de destruir el parque Taksim Gezi en Estambul para construir un centro comercial. La dureza de la represión de las manifestaciones llevaron a una generalización de las protestas contra su política, interpretada como un intento de régimen radical y absolutista. Erdoğan ha sido acusado por los turcos seculares de dilapidar la herencia de Atatürk con la gradual islamización del país y de convertirse en una figura polarizadora. Este descontento quedó en evidencia durante las protestas de 2013. Aunque se demostró que su alta popularidad acalló todas sus críticas.
En agosto de 2014, en el salón de plenos turco, Erdoğan fue proclamado oficialmente Presidente de Turquía, sucediendo así, tras ser elegido por primera vez en el país por los ciudadanos, a Abdullah Gül. Como primer acto, condecoró la carrera política de su predecesor, y anunció que está por llegar "una nueva Turquía".
Tras los resultados electorales de junio de 2015 en los que perdió la mayoría necesaria (2/3 del parlamento) para cambiar la constitución e instaurar un régimen presidencialista debido a la irrupción en el parlamento del Partido Democrático de los Pueblos (HDP), convocó nuevas elecciones para el 1 de noviembre de ese mismo año, y acto seguido inició una campaña de represión contra los periodistas críticos contra su persona, además de bombardear las bases del PKK, provocando la respuesta armada de este grupo y poniendo fin unilateralmente a una tregua de más de dos años. A pesar de señalar que sus intenciones son las de "acabar con el terrorismo tanto del Estado Islámico como del PKK", la mayoría de sus acciones militares han ido destinadas a luchar contra el PKK.
Luego recuperar el apoyo de los 2/3 del parlamento en 2016, necesarios para reformar la constitución, en abril de 2017, el AKP, realizó un referendo de reforma constitucional del sistema parlamentario por el sistema presidencialista, el cual ganó y llevó a cabo porque necesitaba la mayoría absoluta de 550 escaños de los 600 existentes, la cual no había alcanzado hasta el momento. La Cámara Electoral convalidó los resultados y previó las próximas elecciones para el 2019, suprimiendo desde entonces la figura del primer ministro y reconociendo solo la figura del presidente. En abril de 2018, el parlamento aprobó el nuevo régimen electoral y la anticipación de las elecciones para junio del mismo año.

##### Adhesión de Turquía a la Unión Europea

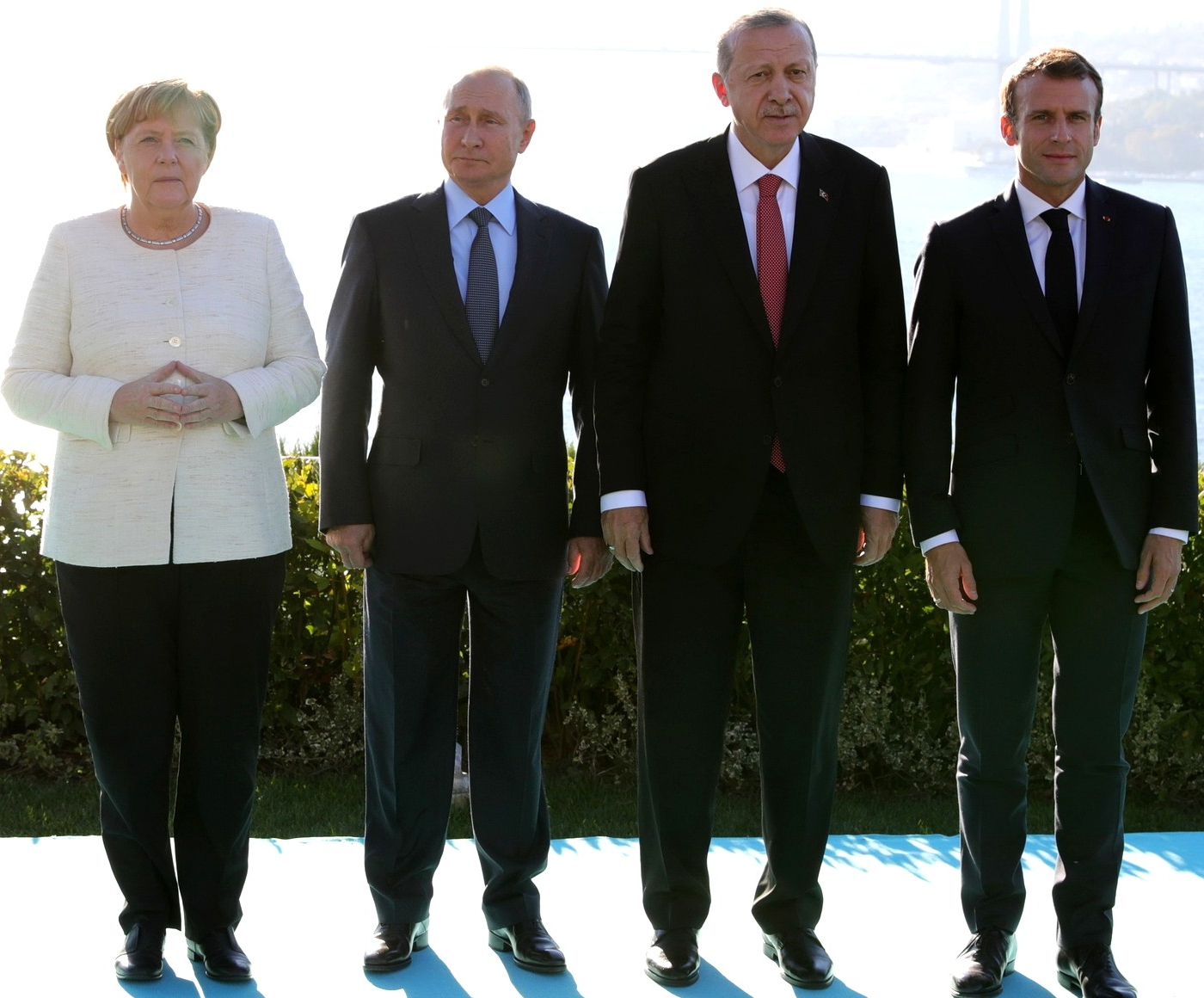
Erdoğan junto a la canciller alemana Angela Merkel, el presidente ruso Vladímir Putin y el presidente francés Emmanuel Macron (2018).

Al asumir el cargo de primer ministro Erdoğan declaró que la primera prioridad de su gobierno sería la culminación del complicado proceso de adhesión de su país a la Unión Europea. Durante sus primeros años al frente del ejecutivo, Erdoğan adoptó varias reformas, especialmente significativas en los ámbitos constitucional (reforma política del Estado, libertad religiosa, reforma de las Fuerzas Armadas, etc.) y penal (abolición de la pena de muerte y del delito de adulterio, suavizamiento de las penas por delitos contra el Estado, etc.) en sintonía con los parámetros democráticos exigidos para la incorporación de Estados a la UE y con la severa jurisprudencia contra Turquía, en esos ámbitos, del Tribunal Europeo de Derechos Humanos.
Su gobierno ha visto avances en la economía y gracias a su política doméstica de cambios (avance en los derechos humanos, reconocimiento de la lengua kurda, etc.) logró iniciar el proceso de adhesión a la Unión Europea en 2005. Turquía obtuvo el estatus oficial de país candidato a la adhesión europea, bajo recomendación de la Comisión Europea, que constató los intensos avances que se estaban produciendo recientemente en Turquía y calificó por primera vez su suficiencia para la candidatura oficial.
No obstante, una cierta línea crítica ha señalado la relativa parálisis reformista del Gobierno turco en los últimos años, especialmente desde la tercera victoria electoral del AKP. Aun así, pueden constatarse ciertos avances de importancia en la actitud del Estado hacia las corrientes separatistas kurdas, y también en la reforma del Estado. Erdoğan, por su parte, ha criticado la conducta de Bruselas hacia Turquía, que ha calificado en ocasiones de “doble juego”.